# Roi Méndez
Roi Méndez Martínez (Santiago de Compostela, La Coruña; 30 de septiembre de 1993) es un cantante, guitarrista y actor español que saltó a la fama tras concursar en Operación Triunfo 2017.

## Biografía
Roi Méndez nació en Santiago de Compostela el 30 de septiembre de 1993. Estudió el Grado Superior de Técnico de Sonido para poder componer y producir su propia música, además de tener experiencia en la guitarra. Fue miembro de la Orquesta Olympus, una conocida orquesta de Galicia. En 2009 participó en el concurso de Disney Channel España My Camp Rock.

## Carrera
Después de un largo casting, saltó a la fama en España a raíz de su participación en la novena edición del concurso de talentos Operación triunfo, donde fue el décimo expulsado, quedándose a las puertas de la final. A lo largo del concurso, interpretó varias canciones, pero su dueto con la ganadora de la edición Amaia, un cover de «Shape of You» de Ed Sheeran, fue considerada una de las mejores interpretaciones del concurso y fue grabada para el disco de Amaia Amaia Romero: Sus canciones. Además, fue propuesto para ser favorito en 3 galas, logrando serlo en la gala 7. Estuvo nominado tres veces en manos del público para continuar en la academia, ya que las otras 2 fue salvado por la academia o por sus compañeros. Finalmente, en la gala 11, fue expulsado, con el 49% de los votos
Tras su paso por el concurso, lanza su primer sencillo el 15 de junio de 2018 titulado «Por una vez más». Ese mismo año realiza un cameo en la segunda temporada de la serie de televisión española de Netflix Paquita Salas. Además, desde septiembre de 2018, colabora en el programa de radio Vodafone Yu en Los 40, siendo una de las figuras de dicha estación de radio.
El 1 de marzo de 2019 lanza su segundo sencillo llamado «Plumas». El sencillo logró alcanzar el número dos en iTunes España. El 22 de marzo de 2019, lanza su primer álbum completo, «Mi lógico desorden». Este álbum entró en la lista de música española con la segunda posición y el 14 en reproducciones. El álbum estuvo durante 10 semanas en la lista. El 22 de mayo de 2020 lanza su tercer sencillo «Aviones de Papel» con la banda de pop rock española Sinsinati, que se convirtió en una de las canciones de verano de 2020 de Los 40. En octubre de 2020 se anuncia el lanzamiento de su cuarto single junto con el grupo Veintiuno, llamado «Yo nunca». En 2021 saca un sencillo junto a Cepeda titulado «La misma dirección».
En 2021 se anuncia su debut como actor protagonista para la cuarta temporada de la serie de televisión Luimelia de Atresplayer, donde interpreta a Sergi. En abril del mismo año se anuncia que ficha para grabar el piloto de una nueva serie titulada Ni p*** idea de música junto a Lucía Ramos o los también ex-concursantes de OT Flavio y Samantha. En diciembre del 2021 se anuncia la colaboración de Méndez en el sencillo «Ahora sé» junto a Pablo Moreno. 
En marzo de 2022 se anuncia que formará parte de la canción «3 minutos» perteneciente al álbum «Mis fantasmas» del cantautor Alex Wall.

## Otros proyectos y apariciones
En 2019, Roi y su compañera de OT 2017 Ana Guerra aparecieron en el segundo episodio de 99 lugares donde pasar miedo, emitido el 4 de mayo de ese año en Discovery MAX, donde visitaron el Lago Ness, el Castillo de Comlongon y el Cementerio Greyfriars en Escocia.
A comienzos de 2021 Roi Méndez colaboró en el videoclip de la canción «Es lo que hay» del cantante y compañero de OT 2017 Ricky Merino. Dicho videoclip contó también con la participación de Ana Guerra.
En 2022 participa en la semifinal de la novena temporada del concurso español Tu cara me suena acompañando a  Agoney, ganador de dicho concurso y excompañero del talent OT 2017. Ambos imitaron a Justin Bieber y a The Kid Laroi con el sencillo «Stay», abriendo la gala.

## Discografía

### Álbumes
| Título               | Detalles                                                           | Listas |
| Título               | Detalles                                                           | SPA    |
| -------------------- | ------------------------------------------------------------------ | ------ |
| «Mi lógico desorden» | - Lanzamiento: 22 de marzo de 2019 - Discográfica: Universal Music | 2      |

### Sencillos
| Título                              | Año  | Listas | Álbum                |
| Título                              | Año  | SPA    | Álbum                |
| ----------------------------------- | ---- | ------ | -------------------- |
| «Por una vez más»                   | 2018 | 31     | «Mi lógico desorden» |
| «Plumas»                            | 2019 | —      | «Mi lógico desorden» |
| «Aviones de papel»                  | 2020 | —      | Sin álbum            |
| «Yo nunca»                          | 2020 | —      | Sin álbum            |
| «La misma dirección (con Cepeda)    | 2021 | 96     | Sin álbum            |
| Asfalto y gasolina                  | 2022 | -      | Sin álbum            |
| Al Lado Mío                         | 2022 | -      | Sin álbum            |
| Vida Fácil                          | 2022 | -      | Sin álbum            |
| La Función                          | 2023 | -      | Sin álbum            |
| Guerra Mundial (con Ainoa Buitrago) | 2023 | -      | Sin álbum            |
| Lo Mejor de Mí                      | 2023 | -      | Sin álbum            |
| Aunque Sea Yo                       | 2024 | -      | Sin álbum            |
| R01                                 | 2025 | -      | Sin álbum            |
| Perfecto desastre                   | 2025 | -      | Sin álbum            |
| Cómo te va?                         | 2025 | -      | Sin álbum            |

## Trayectoria

### Programas de televisión
| Año       | Título                 | Cadena         | Notas                                    |
| --------- | ---------------------- | -------------- | ---------------------------------------- |
| 2009      | My Camp Rock           | Disney Channel | Concursante                              |
| 2017-2018 | Operación Triunfo 2017 | TVE            | Concursante - 10º Expulsado              |
| 2020      | Tu cara me suena       | Antena 3       | Artista invitado como Sting (The Police) |
| 2021      | Tu cara me suena       | Antena 3       | Artista invitado como The Kid Laroi      |
| 2023      | Tu cara me suena       | Antena 3       | Artista invitado como Dani Fernández     |

### Series de televisión
| Año  | Título        | Personaje | Cadena      | Notas                          |
| ---- | ------------- | --------- | ----------- | ------------------------------ |
| 2018 | Paquita Salas | Él mismo  | Netflix     | Episodio: «La voz de la secta» |
| 2021 | Luimelia      | Sergi     | Atresplayer | Elenco principal; 5 episodios  |

### Programas de radio
| Año           | Título      | Emisora   | Notas       |
| ------------- | ----------- | --------- | ----------- |
| 2018-presente | Vodafone Yu | Europa FM | Colaborador |